# Super Lliga Grega 2007-08
La Super Lliga Grega 2007-08 o la temporada 2007-08 de la lliga grega de futbol va ser la segona temporada de futbol com a Super Lliga Grega i va començar l'1 de setembre de 2007. A l'inici de la temporada, l'Olympiacos era el vigent campió i l'Asteras Tripolis, el Veria i el Levadiakos havien ascendit de la categoria Beta Ethniki la temporada anterior.

## Classificació
|     | Equip                | Pts | J  | G  | E  | P  | GF | GC | Dif |                                            |
| --- | -------------------- | --- | -- | -- | -- | -- | -- | -- | --- | ------------------------------------------ |
| 1.  | Olympiakos FC        | 70  | 30 | 21 | 7  | 2  | 58 | 23 | +35 | Champions League Fase de Grups             |
| 2.  | AEK Atenes           | 68  | 30 | 22 | 2  | 6  | 65 | 17 | +48 | Champions League 3a Ronda de Classificació |
| 3.  | Panathinaikos FC     | 66  | 30 | 20 | 6  | 4  | 44 | 18 | +26 | UEFA Cup 1a Ronda                          |
| 4.  | Aris Thessaloniki    | 50  | 30 | 14 | 8  | 8  | 32 | 20 | +12 | UEFA Cup 1a Ronda                          |
| 5.  | Panionios FC         | 45  | 30 | 13 | 6  | 11 | 39 | 42 | -3  | Copa Intertoto                             |
| 6.  | Larissa FC           | 45  | 30 | 11 | 12 | 7  | 35 | 30 | +5  |                                            |
| 7.  | PAE Asteras Tripolis | 44  | 30 | 11 | 11 | 8  | 28 | 24 | +4  |                                            |
| 8.  | Skoda Xanthi FC      | 36  | 30 | 10 | 6  | 14 | 33 | 39 | -6  |                                            |
| 9.  | PAOK Thessaloniki    | 35  | 30 | 10 | 5  | 15 | 29 | 35 | -6  |                                            |
| 10. | Iraklis FC           | 35  | 30 | 8  | 11 | 11 | 28 | 33 | -5  |                                            |
| 11. | Levadiakos FC        | 33  | 30 | 10 | 3  | 17 | 32 | 51 | -19 |                                            |
| 12. | OFI Creta            | 32  | 30 | 9  | 5  | 16 | 39 | 49 | -10 |                                            |
| 13. | Ergotelis FC         | 30  | 30 | 7  | 9  | 14 | 28 | 41 | -13 |                                            |
| 14. | Atromitos FC         | 29  | 30 | 8  | 5  | 17 | 23 | 36 | -13 | Descens de Categoria                       |
| 15. | Veria FC             | 23  | 30 | 5  | 8  | 17 | 21 | 44 | -23 | Descens de Categoria                       |
| 16. | Apollon Kalamarias   | 22  | 30 | 5  | 8  | 17 | 27 | 57 | -30 | Descens de Categoria                       |

## Màxims golejadors
| Jugador               | Gols | Equip            |
| --------------------- | ---- | ---------------- |
| Ismael Blanco         | 19   | AEK Atenes       |
| Darko Kovačević       | 17   | Olympiakos FC    |
| Dimitris Salpinguidis | 15   | Panathinaikos FC |
| Rafik Djebbour        | 14   | Panionios FC     |
| Tomasz Radzinski      | 14   | Xanthi           |